# Maurizio Ganz
Maurizio Ganz (Tolmezzo, 13 oktober 1968) is een voormalig Italiaans profvoetballer. Als aanvaller van onder meer Brescia, Atalanta Bergamo en Internazionale maakte hij furore als goaltjesdief in de Serie A gedurende de jaren '90. Als international kwam Ganz 11 keer uit voor Padaniaans voetbalelftal, waarmee hij tweemaal het WK won voor staatloze volkeren die geen lid zijn van de FIFA en de UEFA.

## Clubvoetbal
Na jaren vooral in de Serie A te hebben gespeeld, vertrok hij voor een seizoen naar Modena, in de Serie B. In het seizoen 2005/2006 komt Ganz uit voor de amateurs van FC Lugano.

### Statistieken
| Club                     | gespeelde wedstrijden | goals |
| ------------------------ | --------------------- | ----- |
| 1985/86 Sampdoria        | 0                     | 0     |
| 1986/87 Sampdoria        | 12                    | 0     |
| 1987/88 Sampdoria        | 1                     | 0     |
| 1988/89 Monza            | 33                    | 9     |
| 1989/90 Parma            | 32                    | 5     |
| 1990/91 Brescia          | 34                    | 10    |
| 1991/92 Brescia          | 36                    | 19    |
| 1992/93 Atalanta Bergamo | 32                    | 14    |
| 1993/94 Atalanta Bergamo | 24                    | 9     |
| 1994/95 Atalanta Bergamo | 20                    | 14    |
| 1995/96 Internazionale   | 32                    | 13    |
| 1996/97 Internazionale   | 30                    | 11    |
| 1997/98 Internazionale   | 6                     | 2     |
| 1997/98 AC Milan         | 19                    | 4     |
| 1998/99 AC Milan         | 20                    | 5     |
| 1999/00 AC Milan         | 1                     | 1     |
| 1999/00 Venezia          | 19                    | 8     |
| 2000/01 Atalanta Bergamo | 25                    | 5     |
| 2000/01 Atalanta Bergamo | 25                    | 5     |
| 2001/02 Fiorentina       | 15                    | 2     |
| 2002/03 Ancona           | 29                    | 11    |
| 2003/04 Ancona           | 25                    | 3     |
| 2004/05 Modena           | 31                    | 4     |
| Totaal                   | 501                   | 154   |

## Interlandloopbaan

### Padaniaans international
| Interlands van Maurizio Ganz voor Padanië | Interlands van Maurizio Ganz voor Padanië | Interlands van Maurizio Ganz voor Padanië | Interlands van Maurizio Ganz voor Padanië | Interlands van Maurizio Ganz voor Padanië | Interlands van Maurizio Ganz voor Padanië |
| №                                         | Datum                                     | Wedstrijd                                 | Uitslag                                   | Type                                      | Doelpunten                                |
| ----------------------------------------- | ----------------------------------------- | ----------------------------------------- | ----------------------------------------- | ----------------------------------------- | ----------------------------------------- |
| 1.                                        | 07-05-2008                                | Padanië – Tibet                           | 13 – 2                                    | Vriendschappelijk                         | 3                                         |
| 2.                                        | 30-04-2009                                | Padanië – Sicilië                         | 0 – 0 (ns 3-1)                            | Vriendschappelijk                         | 0                                         |
| 3.                                        | 22-06-2009                                | Padanië – Occitanië                       | 1 – 0                                     | WK 2009                                   | 0                                         |
| 4.                                        | 24-06-2009                                | Padanië – Koerdistan                      | 2 – 1                                     | WK 2009                                   | 1                                         |
| 5.                                        | 25-06-2009                                | Padanië – Saami                           | 4 – 0                                     | WK 2009                                   | 0                                         |
| 6.                                        | 24-06-2009                                | Padanië – Koerdistan                      | 2 – 0                                     | WK 2009                                   | 0                                         |
| 7.                                        | 11-03-2010                                | Padanië – Provence                        | 1 – 3                                     | Vriendschappelijk                         | 0                                         |
| 8.                                        | 31-05-2010                                | Gozo – Padanië                            | 1 – 2                                     | WK 2010                                   | 0                                         |
| 9.                                        | 01-06-2010                                | Padanië – Occitanië                       | 1 – 0                                     | WK 2010                                   | 0                                         |
| 10.                                       | 04-06-2010                                | Padanië – Sicilië                         | 2 – 0                                     | WK 2010                                   | 1                                         |
| 11.                                       | 05-06-2010                                | Padanië – Koerdistan                      | 1 – 0                                     | WK 2010                                   | 0                                         |

## Erelijst

### Met clubs
- Coppa Italia: 1988 (Sampdora)
- Italiaans landskampioenschap: 1999 (AC Milan)

### Met Padanië
- VIVA Wereldkampioenschap: 2009, 2010

### Persoonlijke prijzen
- Topscorer Serie B: 1992
- Topscorer UEFA Cup: 1997